# Евстахија Арсић
Евстахија (такође: Еустахија) Арсић (Ириг, 14. март 1776 — Арад, 17. фебруар 1843) била је српска  књижевница и велики добротвор.

## Биографија
Рођена је 14. марта 1776. године у Иригу од оца Гаврила Цинћића и мајке Марте. Породица се касније преселила у Арад.
Од када је монахиња Јефимија после боја на Косову пољу спевала „Похвалу кнезу Лазару“, у наредна четири века се међу Српкињама није појавила ниједна песникиња. Онда је 1776. године у фрушкогорској престоници Иригу свет угледала Еустахија Арсић. Све више поклоника књижевности и историје њу узимају за истинску пионирку међу српским поетесама, пошто се средњовековна претходница није служила пером, него иглом и златним концем, слажући ситним везом стихове на покров палом владару. Еустахија је начинила и много корака даље. Пошто се жестоко залагала за савремено васпитање жена, слови и за нашу Жорж Санд, чувену Францускињу која је своја књижевна дела морала да потписује мушким именом.
Одрасла уз оца Гаврила Цинћића (1743-1812) и мати Марту (умрла 1828), од малих ногу је Еустахија васпитана у духу космополитизма и просветитељства. Са фамилијом се почетком 19. века преселила у Арад, у данашњу Румунију, тако да се једино њено сећање на безбрижне године у родној вароши налази у одломку њеног дела Полезнаја размишљања. Са поносом истиче да се у Иригу рађају само изузетни људи, „они који су осим света“. Потврдила је то и прошлост и будућност, нарочито када је реч о Ирижанима вичним перу. Само код савременика није наилазила на разумевање. Ова прва „славено — сербска списатељица и књижевства славеносербского љубитељица“ је у очима свог колеге Јоакима Вујића "у супружеству веома нешчасна била“. Истина је, удавала се три пута, а и невера јој није била страна, али само зато што је удајом отварала врата које су мушкарци у то доба отварали редовним школовањем и каријером. Најпре је била у браку са трговцем Лацковићем у Копривници, потом са Томиславом племенитим Радовановићем у Карловцу, богаташем који је од бечког двора добио звање племића. Ту титулу је понела и Еустахија. Удавала се три пута, трећи супруг је био Сава Арсић (1760—1824), грађанин и градоначелник арадски и добротвор српске и румунске просвјете.
Интересовала се за природне науке и била је поборница школовања жена.
Тек када се удала за Саву Арсића, (син Петра Арсића (1721-1796)) сенатора и градског начелника, управитеља и добротвора арадске Препарандије (учитељске школе), доспела је у високо друштво. Проширује своје образовање и обавештеност, стиче славу књижевнице и умне жене. Говори немачки и енглески, румунски и латински, можда и грчки и француски. Чита дела Јована Рајића, Атанасија Стојковића, Павла Кенђелца. Једна је од првих претплатница на дела просветитеља и светског путника Доситеја Обрадовића. Баш као и њена француска савременица, анонимно је објавила своје књижевно првенче Совјет матрниј обојега пола јуности сербској и валанијској. Било је то у Будиму, 1814. године. Своје име је сакрила под једну од две песме додате на крају књиге. Ипак, и то је било довољно да равно један век касније угледни српски професор Андра Гавриловић ову годину означи као прву „од како се у српској књижевности јавља женскиње, јавља Српкиња с пером у руци, као књижевник“. Књига „Совјет матрниј“ била је намењена васпитању српске омладине, и код те омладине је ауторка стекла и велико уважавање, што се види и по томе да је популарни поета оног доба Глигорије Јакшић испевао оду „јако до ниње первој списателници сербској“.
Она је прва српска књижевница која је штампала своје књиге. Била је и прва жена која је постала чланица Матице српске - 1838. године. За њу је уредник Летописа Матице српске (Будим, 1827, књ. 10 стр. 18) Георгије Магарашевић рекао, да је: »у српској литератури перва од свога нежнога пола изданијем различни по већој части поетически дјела вниманије и почитаније себи добила«.
Састављајући плејаду знаменитих земљака у књизи Мозаик житеља иришких, Ладислав Варга, публициста и драмски писац, посветио се и Еустахији Арсић. Она је у свом времену оставила доста трага, тиме и података, али је аутору упорно недостајао сликани портрет. И, догодило се чудо. У заоставштини Еустахијиног другог супруга Томислава Радовановића наследници су пронашли порцеланску шољицу. На њој је аустријски мајстор Бауер осликао лик господарице трговчевог двора, а она, испијајући чај у раскошном салону, сигурно није ни сањала колико ће тај портрет бити драгоцен два века касније.
Дуго историчари нису знали тачно ни где је, ни када је рођена Еустахија Арсић. Умрла је 1843. године, а тек пола века касније уредник часописа Јавор Илија Огњановић је нашао да је „наук љубитељица“ и „љубитељица муза“, како су је славили за живота, рођена 1776. у Иригу. У чланку који је написао о „високоученој госпођи“, уредник је читаоце најпре морао да припреми на причу о жени која се бави књижевношћу. У то доба, 1891. године, и даље се строго водило рачуна шта је мушки посао, а шта женски. „Као што има у књижевности других, већих народа, тако има и у нашој маленој литератури и по где које женско име, које се окушало а богме и радило на пољу на којем иначе само мушке главе раде“. Потом је Еустахију ставио у ред с песникињом Милицом Стојадиновић Српкињом и кнегињом Анком Обреновић.
У време Карађорђевог устанка, у освит 19. века, Еустахија Арсић је била прва образована Српкиња коју обилато помињу и странци. Пруски официр и радознали путник Ото Дубислав племенити Пирх је 1829. године је у књизи „Путовање по Србији“ описивао и стање у култури међу народом. „Већ се по разним врстама књижевности почело понешто радити“, пише Пирх и Еустахији приписује да је преводила Волтера, Виланда, Џемса Томсона. Уз знање неколико језика, добро је познавала и литературу народа чији је језик говорила. Њена песма „Слово надгробноје“ има свега пет стихова, али је заслужила место у многим антологијама
Мање учењем у школи, а много више читањем домаће и стране литературе, стекла је Еустахија племенита Арсић образовање из опште културе свог времена, на почетку 19. века. За то је понајпре могла да захвали свом трећем супругу Сави Арсићу, сенатору у Араду. Сава је упамћен као озбиљан, вредан, сталожен и проницљив човек, па је убрзо постављен за надзорника над градским школама. Не зна се како се обогатио, али је 1813. године арадској општини поклонио 24 јутра земље „за баште које ће сваке године уживати шест учитеља националних школа, без обзира које су вере“. Због његовог занимања за књигу, предложен је аустроугарском цару Францу Првом да му подари племство.
Поред оваквог човека, Еустахија је још више развијала љубав према књижевности. Претплаћивала се на све значајније књиге, а од 1814. године и сама је постала књижевница, објавивши прво дело, „Совјети матерниј“. У њеној библиотеци сабирала су се дела Доситеја Обрадовића, историчара Јована Рајића, физичара Атанасија Стојковића, првог славеносербског романописца Милована Видаковића, француског просветитеља Волтера.
Еустахија Арсић је била и прва жена сарадник Летописа Матице српске и радила је на пољу на којем иначе само мушке главе раде. Отац српског позоришта Јоаким Вујић, онај исти који јој је раније пребацивао брачне бродоломе, постао јој је привржен и „благодаран до последнаго диханија“, пошто му је поклонила 450 форинти у сребру за издавање књиге „Животоописаније“. Уважавају је и сви виђенији људи с почетка 19. века. Еустахија је ретко сакупљала претплату, али је Вук Караџић успео да је на то наговори. У писму из 1821. назива је „благодарном и високоученом госпођом“ и наводи да му је добро позната њена „ревност к нашему книжеству“. Моли је да сама, или преко својих познаника скупи претплатнике за његову збирку народних песама. Еустахија му је убрзо послала списак од сто претплатника, и новац. Касније се испоставило да јој је од књига које јој је Вук послао заправо продала само шест, а да је остале откупила сама и раздељивала их најбољим српским ђацима у Араду и у Србији. На тај начин Еустахија је ширила књиге међу Србима и потпомагала књижевнике. Исто је радила и са својим књигама. Четири стотине примерака свог првог дела послала је школама, с упутством да се новац од продаје стави под камату, и да се од тог новца сваке године награди „сиромашан, а доброг владања ученик српске Препарандије (учитељске школе) у Сомбору“.
Последњих 30 година живота Еустахија није ништа написала. Верује се да је разлог томе притајена болест која ју је мучила још од 1816. године. Кад је тридесетих година 19. века умро њен супруг, живот јој није био нимало лак. Потпуно је преузела бригу око имања, морала је да се парничи око салаша. У писму из тог времена она каже: „Прилике у којима се находим изискују много труда. Много мислити, расуждивати и делати, авај, више бринути се, то је стање моје садашње.“
Савременици о првој Српкињи међу књижевницима нису много писали, што и није за чуђење. Мушкарцу у то доба није било свеједно да ли ће његова жена да узме у руке перо или варјачу. Тако се и Еустахијино име појавило два-три пута у неким часописима и нестало. Умрла је 1843. године, готово заборављена. Тридесет година раније, написала је своју последњу жељу у стиху, молећи песнике да јој макар спомену име: „Спомените мја со пјесними, љубимци музи, ту ја жертву потребујем благодарности“. Жеља јој није испуњена. Нико је није ожалио ни у стиху, ни у прози. Никога није било да јој макар упише име на надгробној плочи породице Арсића у цркви у Араду. Потомака није имала, па је опоруком имовину оставила пријатељима, двема арадским црквама и цркви у Иригу, жупанијској болници, Матици српској и српским школама у Араду. Завештала је и фонд од 3.000 форинти на управу општини цркве Саве Текелије тако да годишњу камату ужива пет сиромашних српских удовица.
У другој и најпознатијој књизи сложеног наслова „Полезнаја размишлењу о четирех годишних, временех, с особеним прибавленијем о трудољубин человека, и отуду присходешћеј всеобшћеј ползе“, Еустахија Арсић открива интересовање за савремени свет, који ју је и уврстио у друштво мушкараца. У једном поглављу пише: „Једини умилним и хармоничним гласом опевају у поезији врлине хероја. Други, пак, кистовима својим претварају обично платно у прекрасну перспективу. Други имајући у рукама нож и длето оживљавају мрамор и удахњују живот металу. Други подижу велелепна здања. Неки на микроскопима које су сами изумели траже нове светове у невидљивим атомима или настоје да проникну у скривени рад неког од органа. Сачинивши од микроскопа телескоп, понеко се узноси у сама небеса и посматра Сатурна и његове месеце. Вративши се у своје жилиште, прописује законе небеским телима, означава њихове путање, мери земљу, мери сунце“.
Као права космополиткиња, Еустахија Арсић се већ у почетку 19. века бори за васпитање женскиња, па се љути на оне „кои говоре да женскому полу не потребујет учити читати и писати, да пишу љубавником писма, за женско е, вели, преслица“. Обраћајући се својим „другама и сестрама“ 1816. године она пише: „Купујте књижице, пренумерирајте се, уписујте имена дражајша ваша, да се спомињемо докле смо живе зде в кратком времени жизни. Наћи ће у књигама имена наша потомци наши, и спомињаће, и видеће да је и садашњега века нашег пола читателница било“
Говорила је више језика: немачки, румунски, латински. Била је претплаћена на сва Доситејева дела, као и на већину српских часописа и књига.
Песници су јој певали оде, а Јоаким Вујић посветио јој је своје Животоописаније и прикљученија.
Остаће упамћена и као добротвор српских књижевника, српских и румунских грађанских, верских и образовних институција у Араду.

### Евстахија Арсић и Вук Караџић
Вук Караџић ју је изузетно ценио. Називао ју је благодарном и високоученом госпођом. Године 1821. замолио је да скупи претплатнике за трећу збирку његових песама. Евстахија му је брзо послала списак са стотинак имена као и новац. Она је продала само 6 примерака, а остало је откупила и поделила вредним ученицима.